# Lenguas preincaicas de la cuenca del Marañón
Las lenguas preincaicas de la cuenca del Marañón son un conjunto de lenguas andinas escasamente documentadas habladas en el norte del Perú y el sureste de Ecuador en la cuenca del río Marañón. Las lenguas de la cuenca del Marañón y regiones cercanas tratadas aquí son: Malacato, Rabona, Bolona, Xiroa, Tabancale, Patagón, Sácata, Bagua, Copallín, Chirino y Chacha. Todas estas lenguas están actualmente extintas y tampoco constituyen una familia lingüística, por lo que tendrían orígenes diversos. Otras lenguas de la misma región que todavía tienen hablantes son tratadas en artículos independientes (lenguas jívaro-cahuapanas y lenguas hibito-cholón). La región de Marañón fue incorporada al imperio incaico por Huayna Cápac.

## Comparación léxica
Una de las principales fuentes para estas lenguas son las Relaciones geográficas de Indias (Jiménez de la Espada 1965, III: 143–6). Estas relaciones contienen un documento muy importante llamado Relación de la tierra de Jaén (1586). Esa obra describe la complejidad lingüística del área cercana al codo del río Marañón en la Amazonia alta, al norte de los actuales departamentos de Amazonas y Cajamarca. Este documento fue usado por Rivet (1934) y por Torero (1993a). Esta obra documenta especialmente a la etnia sacata. Algunas fuentes relaciona la lengua de los sacatas con la de otros grupos étnicos como los chillao. En la obra en cuestión se menciona solo tres palabras de origen sacata.
Apenas se conocen algunas palabras del copallín, el sacata (o zácata), el tabancale, el bagua y el patagón; entre ellas está la siguiente lista comparativa:
| GLOSA | Copallín | Tabancale | Sacata    | Chirino | Bagua  | Patagón |
| ----- | -------- | --------- | --------- | ------- | ------ | ------- |
| agua  | quiet    | yema      | unga      | yungo   | tuna   | tuná    |
| fuego |          | lalaque   | chichahce |         |        |         |
| leña  | oloman   | oyme      |           | xumás   |        | viue    |
| casa  | ismane   | tie       |           |         |        |         |
| maíz  | chumac   | moa       | umague    | yugato  | lancho | anás    |

## Lenguas del área del Marañón

### Copallén
El copallén o copallín se habló en las aldeas de Copallín, Llanque y Las Lomas del Viento. Este territorio está situado en una meseta que domina el río Utcubamba al este de Bagua (provincias de Bagua y Utcubamba, en el departamento de Amazonas (Perú). De esta lengua se tiene registradas las siguientes palabras: quiet ‘agua’, chumac ‘maíz’, olaman ‘leña’ e ismare ‘casa’. Aparte de la similitud entre la palabra para ‘agua’ y el sufijo -cat de muchos topónimos del norte de Perú (especialmente en las provincias de Cajamarca, Celendín y San Marcos) relacionados con ‘agua’ o ‘río’, no puede decirse nada del parentesco genético de esta lengua. Si efectivamente existe una relación entre la palabra agua y el sufijo -cat(e), -gat(e), -cot(e) o -got(e) que podría estar relacionado con el topónimo cholón Zalcot ‘agua negra’.

### Rabona
La lista de palabras conocidas para el rabona consisten en un número bastante limitado de palabras, entre ellas numerosos nombres de plantas. Torero (1993) ha logrado identificar muchas de esas formas léxicas con formas del candoshi (rab. chicxi ‘sapodilla’, can. číči(ri)), aunque otras formas son reminiscentes del aguaruna (rab. guapuxi ‘guava grande’, agu. wámpušik). Rivet (1934), Loukotka (1968) y Torero (1933) clasifican el Rabona como un miembro extinto de la familia candoshi, aunque Adelaar (2004) considera que esa conclusión podría ser prematura.

### Tabancale
El tabanacale o aconipa, es la lengua de los habitantes de Aconipa en una zona elevada cerca de la parte alta del río Chinchipe, aproximadamente en la zona fronteriza de Ecuador (provincia de Zamora Chinchipe) y Perú (provincia de San Ignacio, Cajamarca). Se han registrado cinco palabras de esta lengua: yema ‘agua’, moa ‘maíz’, oyme ‘leña’, lalaque ‘fuego’ y tie ‘casa’. Dada esa poca evidencia, no resulta posible clasificar la lengua, ya que las palabras que no presentan ninguna afinidad significativa con otras lenguas conocidas.

### Sacata
El sacata es mencionado en la relación de la tierra de Jaén (1586). Este documento solo proporciona tres palabras de esta lengua: unga ‘agua’, umague ‘maíz’ y chichache ‘fuego’. Sobre esta base Rivet (1934) sugiere una posible relación con el candoshi, mientras que Torero apunta a una posible conexión con el arawak. Sin embargo, la evidencia es demasiado débil para aceptar cualquiera de las dos propuestas. Otras fuentes asocian a los sacata (o zácata) con un grupo étnico bien organizado, los chillaos, que habitaban orillas opuestas del valle del Marañón cerca Cujillo (provincia de Cutervo) y Yamón (provincia de Utcubamba).

### Bagua
Al fondo del valle del Marañón, entre las desembocaduras de sus afluentes Chamaya y Utcubamba en lo que hoy son las actuales provincias de Utcubamba y Bagua. Se conocen tres palabras de esta lengua: tuna ‘agua’, lancho ‘maíz’ y nacx'e ‘ven aquí’. Aunque el término tuna se corresponde con la palabra ‘agua’ en muchas lenguas caribes, la evidencia no es suficiente para permitir una clasificación fiable.

### Patagón
La zona de Jaén, Perico y Tomependa (provincia de Bagua, Amazonas; provincia de Jaén, Cajamarca) en la orilla derecha del Marañón cerca de su confluencia con el Chinchipe estuvo habitada por un pueblo denominado patagón (también llamado patagón de Perico). Los últimos lugares conocidos donde se habló esta lengua son las localidades de Paco, Olipanche y Bagua, cerca de la modena ciudad de Jaén. Se conocen cuatro palabras de la lengua hablada por ellos, tuná ‘agua’, anás ‘maíz’, viue ‘leña’ y coará ‘oveja’ son indicativos de un parentesco con las lenguas caribeñas septentrionales como el carijona o con las lenguas de la región de Roraima. Aunque M. Durbin y H. Seijas rechazaron el parentesco de esta lengua con el Caribe.

### Malacato
En el siglo XVI, la provincia de Loja estaba habitada por varios pequeños grupos étnicos independientes, que los españoles no pudieron someter a un férreo control. La lengua de estos grupos se conoce como idioma palta. Otra lengua cercana, el malacato, se hablaba en una pequeña zona al sur de la ciudad de Loja.

### Bolona
El bolona es una lengua de muy difícil clasificación debido a la falta de datos. Loukotka conjeturó que podría tratarse de una lengua jivaroana, mientras que Torero sugiere una posible conexión con el idioma cañar dada la localización geográfica del Bolona. Pocas comunidades de la región de Zamora de las mencionadas en las crónicas de los siglos XVI y XVII han sobrevivido, tras la devastación debida a la intensa colonización y el posterior alzamiento de pueblos jíbaros.

### Xiroa
El xiroa es una lengua hablada en la misma área que el rabona y el bolona. Adelaar (2004) considera que tal vez el xiroa sea algún tipo de lengua jivaroana. Gnerre (2010) sostiene que el término xiroa podría ser la transcripción en la ortografía del siglo XVI de un nombre que original habría sido *širwa claramente emparentado con el término *šiwar ‘hombres’, ‘gente’ en proto-jíbaro.

### Chirino
El chirino es uno de los principales grupos étnicos de la cuencia del Marañón. Los chirinos ocupaban partes del valle del río Chinchipe y una importante terriotoria al este de este río. La lengua hablado por ellos ha sido emparentada con el idioma candoshi. Las cuatro palabras conocidas de esta lengua provienen de la Relación de la tierra de Jaén y son yungo ‘agua’, yugato ‘maíz’, xumás ‘leña’ y paxquiro ‘hierba’, ‘pasto’.

### Chacha
Los habitantes preincaicas de las tierras altas del departamento de Amazonas, situada al este del río Marañon, se conocen como chachapoyas: actualmente la capital del departamento de Amazonas se sigue denominando Chachapoyas. De dicha cultura se conservan las impresionantes ciudades en ruinas de Kuélap y Gran Vilaya, que muestran el pasado cultural de esta área remota.
Tras haber sido sometidos por los incas, una gran parte de la población chachapoya fue deportada a otras áreas del Imperio incaico (quechua Tawantin Suyu ‘las cuatro regiones unidas’). Entre las regiones que recibieron población chachapoya están por ejemplo los alrededores de Cuzco y Quito, al mismo tiempo que algunos mitimaes que hablaban quechua fueron en viados a la región de Chachapoyas. Esta política de dispersión afectó negativamente a la supervivencia del chacha, la lengua hablada por los chachapoyas. La lengua chacha se conoce muy pobrebemente, aunque algunas de sus características más omnipresentes pueden ser recuperadas a partir de la toponimia y la antroponimia familiar.
Zevallos Quiñones (1966) recopiló alrededor de una centena de apellidos chachapoyas buscando entre documentos coloniales. Posteriormente Taylor (1990) comparó esos nombres obtenidos por Zevallos Quiñones y los comparó con apellidos actuales. Este trabajo mostró que muchos nombres coloniales se siguen usando en la actualidad. Como resultado de la transmigración, los apellidos de origen chachapoya se encuentran también en otras áreas que formaron parte del Imperio incaico, como por ejemplo, Quito, donde se encuentra documentado el apellido Yoplachacha entre los mitimaes de origen chachapoya que es paralelo al conocido apellido chachapoya Yoplac. El propio Taylor señala que muchos nombres chachapoyas son monosilábicos (Cam, Hob, Oc∼Occ, Sup, Yull), mientras que otros se forman por reduplicación de un elemento monosilábico (Pispis, Solsol) o son analizables en combinaciones de los anteriores tipos (Subsolsol).
En esos nombres las oclusivas sonoras pueden aparecer a principio de palabra (Det, Buelot, Gaslac), lo cual sugiere que existían una oposición fonológica entre sordas y sonoras (que por ejemplo no existen en quechua o aimara). Además las consonantes iniciales pueden aparecer en forma palatalizada o velarizada, como por ejemplo en Guiop [gjop] y en el topónimo Cuémal ['kwemal]) (si bien los dos ejemplos anteriores es posible que la interpretación correcta fuera que las secuencias io y ue como diptongos crecientes). El único diptongo no creciente que se usa con cierta frecuencia es uy como en Puyquín. El conocimiento a través de topónimos antropónimos sin embargo tiene sus limitaciones, ya que muchos de estos nombres fueron profundamente afectados por la fonología del quechua, así el nombre Surueque o Zuruec llegó a dar en quechua Súrix.
El chacha parece haber tenido cinco vocales fonémicamente diferentes /a, e, i, o, u/ (otra diferencia importante con el quechua y el aimara). Solo se conoce el significado de un número muy limitado de morfemas, por ejemplo Oc(c) podría ser ‘puma’ o, tal vez, ‘oso’, de acuerdo con la tradición de la aldea de La Jalca. Más prometedor es la frecuencia con que se repiten algunos morfemas en los topónimos como -huala, -lap(e) y -mal (e.g. Shucahuala, Cuélap, Yulmal), que Taylor tentativamente interpreta respectivamente como ‘montaña’, ‘fortaleza’ y ‘planicie’ sobre la base del tipo de localización donde aparecen. Otros términos de identificación más insegura es -gach(e) / -gat(e) / -gote (que aparece en Shíngache, Tóngate) que podría significar ‘agua’ o ‘río’. Este último sufijo ha sido relacionado con los términos kaci (idioma hibito) y cholón kot (idioma cholón), ambos significando ‘agua’, ‘río’ (también el copallén tiene la palabra quiet ‘agua’, lo que podría sugerir algún parentesco con el chacha y las lenguas hibito-cholón). Otra terminación del chacha identificada por Torero (1989) es -lon.
Valqui (2004, 2011) registra 48 topónimos, en las provincias de Chachapoyas y Luya, cuya terminación toponímica -cat(e) / -gach(e) / -gat(e) / -got(e) / -cach(i) «hace referencia al ‘líquido elemento’». Por ejemplo, en la Jalca Grande (Chachapoyas), los topónimos Péngote y Tóngache hacen referencia a pozos, igualmente los topónimos Gachoc y Cangach ubicados en el distrito de Magdalena. Sobre la forma reconstruida de esta terminación, Valqui se inclina por la protoforma -cat [kat] que ha variado en algunos casos al sonido oclusivo, velar, sonoro «g» o se ha palatalizado «ch» por la asimilación de los sonidos adyecentes.
Sobre la terminación toponímica -mal, Valqui registra 69 formas entre las provincias de Chachapoyas y Luya. Como así también lo relacionó Taylor, esta terminación hace referencia a ‘pampa’. En la Jalca Grande, los topónimos Osmal y Yumal son extensiones de terreno. Además, apoya esta hipótesis la posible motivación cuzqueña en el topónimo Chuquibamba ⇐ Chuquipampa, actual distrito de Chachapoyas, semejante a otro denominado Chuquimal (Ocumal), donde se encuentra la correspondencia y posible interpretación quechua de [-mal] como [pampa]. También las formas de los siguientes topónimos parecen haber tenido el mismo procedimiento: Mitopampa (Tingo) y Mitumal (San Jerónimo) o Cochapampa, en Cajamarquilla (Pataz) y Cochamal (Rodríguez de Mendoza).
Valqui propone palabras de origen chacha como es el caso de «lope», un fruto con la apariencia de un frijol grande que se consume sancochado acompañando las comidas. Su filiación genética a la lengua chacha «se sustenta por la presencia de este término en la constitución de algunos topónimos locales. Por ejemplo, los topónimos Lopsho (lop + sho) en el distrito de Ocumal, Lopesol o Lopsol (lop + sol) en el distrito de San Ignacio de Maino, Lopecancha (lop(e) + cancha) en el distrito de San Juan de Lopecancha y Lopetranca (lop(e) + tranca) en el distrito de La Jalca Grande». Otra palabra es «solpe», un artículo de carga tejido en forma de malla que es utilizado para transportar productos agrícolas como papa, maíz, frijoles, trigo, cebada; utensilios como ollas, cántaros, tiestos, etc. Su filiación genética se sustenta en el hecho de que este denominación está compuesta por sílabas que se encuentran entre los topónimos y antropónimos reconocidos como chachas; por ejemplo, Chiksol (chik + sol) en el distrito de Magdalena, Solmal (sol + mal) en el distrito de Colcamar, Llopsol (llop + sol) en el distrito de Santo Tomás, Solsol (sol + sol) apellido local. Además, en los últimos análisis que se hiciera de los restos culturales encontrados en los mausoleos de la laguna de las Momias en Leymebamba, se han encontrado solpes de más de 1000 años de antigüedad tejidos de cabello humano.
La extensión en el pasado del idioma chacha es un problema abierto. En el departamento de Amazonas podría haber incluido las provincias de Bongará, Chachapoyas, Luya, Rodríguez de Mendoza y parte de Utcubamba. Además la lengua podría haberse usada en partes de Cajamarca, en el área de Bolívar (anteriormente Cajamarquilla) en el departamento de La Libertad y en el oeste del departamento de San Martín (donde se encuentran las ruinas de Gran Pajatén, situado en un área selvática despoblada que podría haber tenido conexión con la antigua cultura Chachapoya).